# Māẕīben
Māẕīben (persiska: مازيبِن, مازی بُن, ماضی بن) är en ort i Iran.   Den ligger i provinsen Kurdistan, i den nordvästra delen av landet, 500 km väster om huvudstaden Teheran. Māẕīben ligger 1 476 meter över havet och antalet invånare är 576.
Terrängen runt Māẕīben är kuperad åt nordost, men åt sydväst är den bergig. Runt Māẕīben är det ganska tätbefolkat, med 60 invånare per kvadratkilometer. Närmaste större samhälle är Sarvābād, 13,6 km nordväst om Māẕīben. Trakten runt Māẕīben består till största delen av jordbruksmark.